# Paramathi
Paramathi es una ciudad y nagar Panchayat situada en el distrito de Namakkal en el estado de Tamil Nadu (India). Su población es de 11986 habitantes (2011). Se encuentra a 21 km de Namakkal y a 67 km de Salem.

## Demografía
Según el censo de 2011 la población de Paramathi era de 11986 habitantes, de los cuales 6022 eran hombres y 5964 eran mujeres. Paramathi tiene una tasa media de alfabetización del 82,26%, inferior a la media estatal del 80,09%: la alfabetización masculina es del 89,53%, y la alfabetización femenina del 74,91%.